# Ликимний (син на Електрион)
Вижте пояснителната страница за други значения на Ликимний).
Ликимний (на старогръцки: Λικύμνιος, Likymnios) в древногръцката митология е син на Електрион, цар на Микена, и фригийката Мидея. Полубрат е на Алкмена и така чичо на Херакъл.
След смъртта на баща му той отива с Алкмена и Амфитрион в Тива при цар Креон. Там той се жени за Перимеда, дъщеря на Алкей (цар на Тиринт) и сестра на Амфитрион.
Баща е на Еон, Аргей и Мелас. Когато Херакъл напуска Тива, Ликимний го придружава до Тиринт при цар Евристей, където Херакъл изпълнява своите дванадест задачи. След смъртта на Херакъл той със синовете си отива в Трахис, след това в Атина и Аргос. Вероятно по погрешка е убит на стари години от Тлеполем (син на Херакъл).
Павзаний видял гоба на Ликимний в Аргос. Еврипид пише трагедията Ликимний, която се загубила.